# Loxostege mucosalis
Loxostege mucosalis là một loài bướm đêm trong họ Crambidae.